# Éric Bertrand
Éric Bertrand (né le 16 avril 1975 à Saint-Éphrem-de-Beauce dans la province de Québec au Canada) est un joueur professionnel de hockey sur glace.

## Carrière
Bertrand est repêché en 1994 par les Devils du New Jersey alors qu'il évolue pour les Bisons de Granby de la Ligue de hockey junior majeur du Québec. Il devient joueur professionnel en 1995 en s'alignant pour les River Rats d'Albany, le club-école des Devils dans la Ligue américaine de hockey.
Il doit attendre 1999 avant de pouvoir faire ses débuts dans la Ligue nationale de hockey. Il est réserviste pour les Devils, ne prenant part qu'à quatre rencontres avec ceux-ci qui se voient déçus du rendement de Bertrand. Ainsi, le 1er novembre 1999, les Devils l'envoient aux Thrashers d'Atlanta.
Bertrand aura à peine défait ses valises que, un mois plus tard, il est échangé aux Flyers de Philadelphie. Il rejoint alors leur filiale de la LAH, les Phantoms de Philadelphie. Il ne joue que 15 matchs avec ces derniers avant d'être échangé à nouveau, cette fois aux Predators de Nashville.
Devenant joueur autonome à l'été 2000, il signe un contrat d'une saison avec les Canadiens de Montréal où il partage l'année entre le grand club et leur équipe affilié, les Citadelles de Québec. Son contrat arrivant à terme et voyant ses chances de s'établir à plein temps dans la LNH s'amincir, il quitte l'Amérique et s'aligne la saison suivante pour les Bracknell Bees de la Elite Ice Hockey League ainsi que pour Kölner Haie de la Deutsche Eishockey-Liga.
Bertrand tente un retour dans la LAH en 2002-2003 en acceptant un contrat d'une saison pour les Bears de Hershey. Il repart pour l'Allemagne dès la saison suivante en se joignant au Krefeld Pinguine de la DEL. Il revient encore une fois en Amérique pour s'aligner lors de la saison 2004-2005 avec le Garaga de Saint-Georges de la Ligue nord-américaine de hockey.
Il joue durant la saison qui suit pour les Huskies de Kassel avant de joindre les rangs du SønderjyskE Ishockey de la AL-Bank ligaen au Danemark.
À l’été 2009, il revient au Canada, signant un contrat avec le CRS Express de Saint-Georges dans la Ligue nord-américaine de hockey.
Le 20 août 2010, il signe une prolongation de contrat avec l’équipe qui porte maintenant le nom du Cool FM 103,5 de Saint-Georges.
Le 17 juillet 2012, il est échangé au HC Carvena de Sorel-Tracy et le 8 novembre, il signe un contrat avec l'équipe.
Le 9 juillet 2013 il signe une prolongation de contrat avec l'équipe qui porte désormais le nom des Éperviers de Sorel-Tracy.

## Statistiques
| Saison     | Équipe                         | Ligue      |    | Saison régulière | Saison régulière | Saison régulière | Saison régulière | Saison régulière |    | Séries éliminatoires | Séries éliminatoires | Séries éliminatoires | Séries éliminatoires | Séries éliminatoires |
| Saison     | Équipe                         | Ligue      | PJ | B                | A                | Pts              | Pun              | PJ               | B  | A                    | Pts                  | Pun                  |                      |                      |
| 1992-1993  | Bisons de Granby               | LHJMQ      | 64 | 10               | 15               | 25               | 82               | -                | -  | -                    | -                    | -                    |                      |                      |
| 1993-1994  | Bisons de Granby               | LHJMQ      | 59 | 11               | 12               | 23               | 161              | 6                | 1  | 0                    | 1                    | 18                   |                      |                      |
| 1994-1995  | Bisons de Granby               | LHJMQ      | 56 | 14               | 26               | 40               | 268              | 13               | 3  | 8                    | 11                   | 50                   |                      |                      |
| 1995-1996  | River Rats d'Albany            | LAH        | 70 | 16               | 13               | 29               | 199              | 4                | 0  | 0                    | 0                    | 6                    |                      |                      |
| 1996-1997  | River Rats d'Albany            | LAH        | 77 | 16               | 27               | 43               | 204              | 8                | 3  | 3                    | 6                    | 15                   |                      |                      |
| 1997-1998  | River Rats d'Albany            | LAH        | 76 | 20               | 29               | 49               | 256              | 13               | 5  | 5                    | 10                   | 4                    |                      |                      |
| 1998-1999  | River Rats d'Albany            | LAH        | 78 | 34               | 31               | 65               | 160              | 5                | 4  | 2                    | 6                    | 0                    |                      |                      |
| 1999-2000  | Devils du New Jersey           | LNH        | 4  | 0                | 0                | 0                | 0                | -                | -  | -                    | -                    | -                    |                      |                      |
| 1999-2000  | Thrashers d'Atlanta            | LNH        | 8  | 0                | 0                | 0                | 4                | -                | -  | -                    | -                    | -                    |                      |                      |
| 1999-2000  | Phantoms de Philadelphie       | LAH        | 15 | 3                | 6                | 9                | 67               | -                | -  | -                    | -                    | -                    |                      |                      |
| 1999-2000  | Admirals de Milwaukee          | LIH        | 27 | 7                | 9                | 16               | 56               | 3                | 0  | 0                    | 0                    | 2                    |                      |                      |
| 2000-2001  | Canadiens de Montréal          | LNH        | 3  | 0                | 0                | 0                | 0                | -                | -  | -                    | -                    | -                    |                      |                      |
| 2000-2001  | Citadelles de Québec           | LAH        | 66 | 21               | 21               | 42               | 113              | 9                | 4  | 2                    | 6                    | 12                   |                      |                      |
| 2001-2002  | Bracknell Bees                 | ISL        | 8  | 4                | 3                | 7                | 4                | -                | -  | -                    | -                    | -                    |                      |                      |
| 2001-2002  | Kölner Haie                    | DEL        | 27 | 5                | 6                | 11               | 34               | 12               | 1  | 1                    | 2                    | 42                   |                      |                      |
| 2002-2003  | Bears de Hershey               | LAH        | 67 | 19               | 40               | 59               | 87               | 3                | 0  | 2                    | 2                    | 4                    |                      |                      |
| 2003-2004  | Krefeld Pinguine               | DEL        | 43 | 7                | 19               | 26               | 79               | -                | -  | -                    | -                    | -                    |                      |                      |
| 2004-2005  | Garaga de Saint-Georges        | LNAH       | 57 | 43               | 58               | 101              | 38               | 11               | 4  | 5                    | 9                    | 30                   |                      |                      |
| 2005-2006  | Huskies de Kassel              | DEL        | 41 | 5                | 11               | 16               | 48               | -                | -  | -                    | -                    | -                    |                      |                      |
| 2006-2007  | SønderjyskE Ishockey           | ABl        | 36 | 20               | 31               | 51               | 68               | 13               | 6  | 4                    | 10                   | 46                   |                      |                      |
| 2007-2008  | SønderjyskE Ishockey           | ABl        | 45 | 31               | 36               | 67               | 93               | 13               | 12 | 6                    | 18                   | 57                   |                      |                      |
| 2008-2009  | SønderjyskE Ishockey           | ABl        | 20 | 7                | 7                | 14               | 42               | 16               | 6  | 11                   | 17                   | 38                   |                      |                      |
| 2009-2010  | CRS Express de Saint-Georges   | LNAH       | 44 | 17               | 35               | 52               | 59               | 18               | 6  | 15                   | 21                   | 38                   |                      |                      |
| 2010-2011  | Cool FM 103,5 de Saint-Georges | LNAH       | 41 | 15               | 30               | 45               | 28               | 9                | 4  | 4                    | 8                    | 4                    |                      |                      |
| 2011-2012  | Cool FM 103,5 de Saint-Georges | LNAH       | 39 | 16               | 33               | 49               | 26               | -                | -  | -                    | -                    | -                    |                      |                      |
| 2012-2013  | HC Carvena de Sorel-Tracy      | LNAH       | 19 | 8                | 8                | 16               | 16               | 11               | 6  | 3                    | 9                    | 21                   |                      |                      |
| 2013-2014  | Éperviers de Sorel-Tracy       | LNAH       | 39 | 20               | 22               | 42               | 40               | 10               | 4  | 1                    | 5                    | 8                    |                      |                      |
| 2014-2015  | Cool FM 103,5 de Saint-Georges | LNAH       | 40 | 18               | 35               | 53               | 52               | 6                | 0  | 3                    | 3                    | 10                   |                      |                      |
| 2015-2016  | COOL-FM de Saint-Georges       | LNAH       | 30 | 16               | 15               | 31               | 42               | 5                | 0  | 2                    | 2                    | 12                   |                      |                      |
| 2016-2017  | COOL-FM de Saint-Georges       | LNAH       | 38 | 17               | 14               | 31               | 54               | 12               | 4  | 4                    | 8                    | 27                   |                      |                      |
| 2017-2018  | COOL-FM de Saint-Georges       | LNAH       | 34 | 7                | 14               | 21               | 35               | 9                | 4  | 6                    | 10                   | 10                   |                      |                      |
| Totaux LNH | Totaux LNH                     | Totaux LNH | 15 | 0                | 0                | 0                | 4                | -                | -  | -                    | -                    | -                    |                      |                      |

## Transactions en carrière
- 1994 ; repêché par les Devils du New Jersey (8e choix de l'équipe, 207e au total).
- 1er novembre 1999 ; échangé par les Devils avec Wes Mason aux Thrashers d'Atlanta en retour de Sylvain Cloutier, Jeff Williams et d'un choix de septième ronde au repêchage de 2000 (Ken Magowan).
- 9 décembre 1999 ; échangé par les Thrashers aux Flyers de Philadelphie en retour de Brian Wesenberg.
- 14 février 2000 ; échangé par les Flyers aux Predators de Nashville en retour de compensation future.
- 7 juillet 2000 ; signe à titre d'agent libre avec les Canadiens de Montréal.
- 7 novembre 2001 ; signe à titre d'agent libre avec les Bracknell Bees en Angleterre.
- 4 décembre 2001 ; signe à titre d'agent libre avec Kölner Haie de la Deutsche Eishockey-Liga.
- 13 août 2002 ; signe à titre d'agent libre avec les Bears de Hershey de la Ligue américaine de hockey.
- 29 juillet 2003 ; signe à titre d'agent libre avec les Krefeld Pinguine de la DEL.
- 11 février 2005 ; signe à titre d'agent libre avec le HC Coire de la Ligue nationale B en Suisse.
- 5 juillet 2006 ; signe à titre d'agent libre avec le SønderjyskE Ishockey de la AL-Bank ligaen au Danemark.

## Honneurs et trophées
- Ligue Nord-Américaine de Hockey
  - 2009-2010 : gagne la Coupe Futura avec le CRS Express de Saint-Georges.